# Astragalus lemmonii
Astragalus lemmonii är en ärtväxtart som beskrevs av Asa Gray. Astragalus lemmonii ingår i släktet vedlar, och familjen ärtväxter. Inga underarter finns listade i Catalogue of Life.

## Bildgalleri

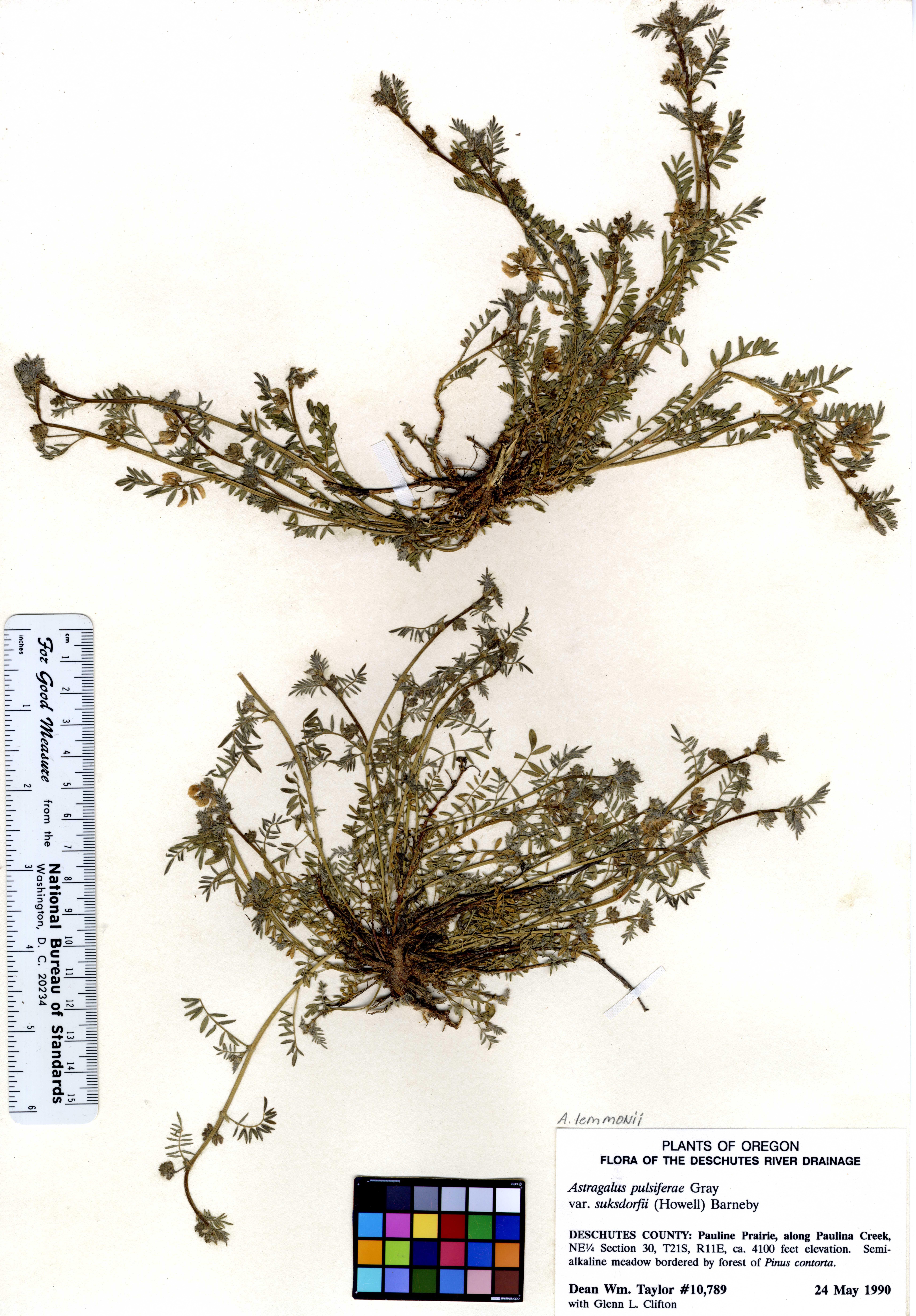